# Ryania speciosa
Ryania speciosa és una espècie de planta Salicàcia. La seva distribució és a Amèrica del Sud. És un arbre o un arbust de fins 15 metres d'alt.
Conté el verí anomenat rianodina que és un alcaloide i un insecticida natural. Els amerindis del Brasil el feien servir com pisticida dins l'aigua per pescar peixos amb aquest verí.
La part de la planta de la qual se n'obté el verí és la seva escorça. És un dels pocs insecticides aprovats per Rachel Carson (CRC James A. Duke Handbook of Alternative Cash Crops)

## Subespècies
Segons Catalogue of Life:
- R. s. bicolor
- R. s. chocoensis
- R. s. minor
- R. s. mutisii
- R. s. panamensis
- R. s. stipularis
- R. s. subuliflora
- R. s. tomentella
- R. s. tomentosa